# Catherine Hicks
Catherine Mary Hicks (Manhattan, Nueva York, 6 de agosto de 1951) es una actriz y cantante estadounidense. Es más conocida por su papel de Annie Camden en la larga serie de televisión 7th Heaven y por interpretar a Karen Barclay, la madre del niño Andy en la clásica película de terror de 1988, Child´s Play.

## Biografía
Después de graduarse de la Universidad de Cornell con una Maestría en Bellas Artes, Hicks fue a Nueva York en agosto de 1976, donde inmediatamente consiguió trabajo en anuncios de televisión. Dos semanas después de llegar a Nueva York, obtuvo su importante papel de la televisión por primera vez como el recién recuperado pediatra Dr. Fe Coleridge # 3 en la telenovela de ABC, Ryan's Hope. Un año y medio más tarde, dejó su papel en la esperanza Ryan cuando fue elegida para protagonizar junto a Jack Lemmon (como Scottie) de Bernard Slade 's (1978) obra de Broadway, Homenaje en la que interpretaba a la joven modelo Sally Haines, que Scottie establece con su hijo alejado (Robert Picardo). Ese mismo año, protagonizó la película de televisión CBS y el piloto de la serie de televisión de un drama de detectives llamada "Sparrow", como un estudiante de antropología llamada Valerie que fue el prójimo Sparrow y el interés romántico. in which she played the young model Sally Haines,
Cuando el Homenaje terminó, Hicks se trasladó a California y coprotagonizó en la comedia de CBS 1979-1980, The Bad News Bears junto al director de la escuela y el psicólogo, el Dr. Emilio Rappant. Ella tuvo papeles en algunas películas de televisión, actuando de escolta, Annie, en 1979 en ABC participó en Amor En Alquiler como Beth, una consejera de campamento y tiene un romance de verano con discapacitados visuales de carácter Guttenberg Steve en 1980 CBS película a la carrera To Race the Wind, con base de Harold Krents autobiografía.Actuó también en la película Star Trek lV, salvar la tierra como la doctora Gillian Taylor.
En 1980, Catherine venció a cientos de actrices para el papel principal de Marilyn Monroe en los $ 3.5 millones de dólares, la producción de ABC, Marilyn: La historia no contada , sobre la base del best seller de  Norman Mailer . Obtuvo una nominación al Emmy a la Mejor actriz principal en una miniserie o película por su interpretación de la legendaria estrella.
En 1981, Hicks protagonizó el remake de la CBS de Jacqueline Susann 's valle de las muñecas , como Ann Wells, una abogada de entretenimiento y Corburn protegido de James. Hizo su debut cinematográfico en la comedia de 1982, Better Late Than Never (en español, mejor tarde que nunca) , como Sable, la joven buscador de oro que llama la atención de los ricos señores mayores, David Niven y Art Carney. Ese mismo año, interpretó a Sally en la película de cine, Valle de la Muerte. Ella actuó la madre de Peter Billingsley. También protagonizó junto a Tim Matheson la serie de televisión Tucker's Witch (1982-1983).
En 1988 participó en Child's Play, donde interpretó a Karen Barclay la madre de Andy.

## Filmografía
2020: JJ Villard's Fairy Tales - (1x04) - Fairy (voz)
2016: After the Rain - Linda
2012: Atracción peligrosa - Annette Bramble
2012: Una boda por Navidad - Shirley
2011: Y por fin nos casamos - Ellen
2011: Asesinato en la frontera - Jean
2011: Cita por San Valentín - Judge Cramer
2010: The Genesis Code - Myra Allitt
2009: Un rostro desconocido - Shelley Stratton
1996-2006: 7th Heaven (serie de televisión) (El Séptimo Cielo en Hispanoamérica, Siete en el Paraíso en España) - Annie Camden
1997: Eight days a week - Ms. Lewis
1997: Turbulence: Abróchense los cinturones - Maggie
1993: Diagnóstico: Asesinato (1x14) - Lauren Ridgeway
1989: La locura de papá - Janet Pearson
1989: Souvenir - Tina Boyer
1988: Muñeco diabólico - Karen Barclay
1987: De tal astilla… tal palo - Dra. Amy Larkin
1986: Star Trek IV. Misión: salvar la Tierra - Dra. Gillian Taylor (bióloga marina)
1986: Peggy Sue se casó - Carole Heath
1984: Buscando a Greta - Jane Mortimer
1984: El filo de la navaja - Isabel Bradley
1983: Better Late Than Never - Sable
1980: Desafío al viento - Beth